# 阮進鴻
阮進鴻（1922年1月13日—2018年1月12日），也譯作阮晉鴻，越南軍醫和官員，軍銜上校，曾出任越南共和國青年體育部長、退伍軍人事務部長等政府職務，此外還曾出任越南童軍會的顧問。1975年越南共和國滅亡後，阮進鴻移居加拿大，在加拿大他繼續參與童軍運動和醫生組織的活動。2018年，阮進鴻在加拿大蒙特利爾逝世。

## 生平
1922年1月13日，阮進鴻出生於越南北部河東省。:96

### 教育經歷
1951年，阮進鴻在河內大學獲得醫學士學位。:96
1956年，阮進鴻在美國得克薩斯州蘭多夫空軍基地接受了空軍外科醫生培訓。:96

### 職業生涯
1951年，阮進鴻成爲軍醫隊中尉，同年，擔任第20營高級醫生。:961953年，擔任第75營高級醫生。:961953年，阮進鴻擔任內科醫生，軍銜上尉，並兼任武性軍醫院高級外科醫生助理至1954年。:961954年至1955年，調至支棱軍醫院擔任內科醫生。:961955年，阮進鴻在阮惠行動和解放行動中擔任高級外科醫生。:961956年，進入空軍醫院，擔任高級外科醫生，次年，調至飛行人員醫療中心。:961959年，阮進鴻出任越南共和國空軍醫生長。:961964年9月，晉升中校。:96
1965年2月，阮進鴻出任潘輝括內閣的青年體育部長。:96:3991966年，阮進鴻出任阮高祺內閣退伍軍人事務部長。:96:96:400
除了服務於越南共和國軍隊和政府外，阮進鴻還參加了許多社會組織：1966年，阮進鴻幫助成立了越南青年畫家會，成爲該協會的創始會員；1967年，出任戶外協會名譽主席；1967年，成爲領導力獎學金評選委員會成員。:96此外，阮進鴻還是越南童軍會顧問。:96

### 流亡海外
1975年越南共和國滅亡後，阮進鴻移居加拿大。在加拿大，他參加了魁北克省童軍組織越南聯團。此外，他還曾擔任蒙特利爾越南醫生會主席。
2018年1月12日，阮進鴻在加拿大蒙特利爾逝世，享耆壽96歲。

## 個人生活
阮進鴻是佛教徒，法名心開（Tâm Khai），法號眞會（Chân Hội）。阮進鴻晚年非常重視佛教，成爲了一行禪師的學生，並且非常尊重後者。

## 榮譽
阮進鴻獲得過以下越南國內勳章（後加＊號表示勳位未知）：:96-97
- 五等保國勳章
- 二等空軍勳章
- 金星、銀星英勇佩星
- 名譽佩星＊
- 參謀佩星
- 技術佩星＊
- 軍風佩星＊
- 戰役佩星（1949－1954和1960）
- 軍務佩星＊
- 空務佩星＊
- 一等彰美佩星
- 警察名譽佩星＊
- 勞動佩星＊